# Kantongerecht Ommen

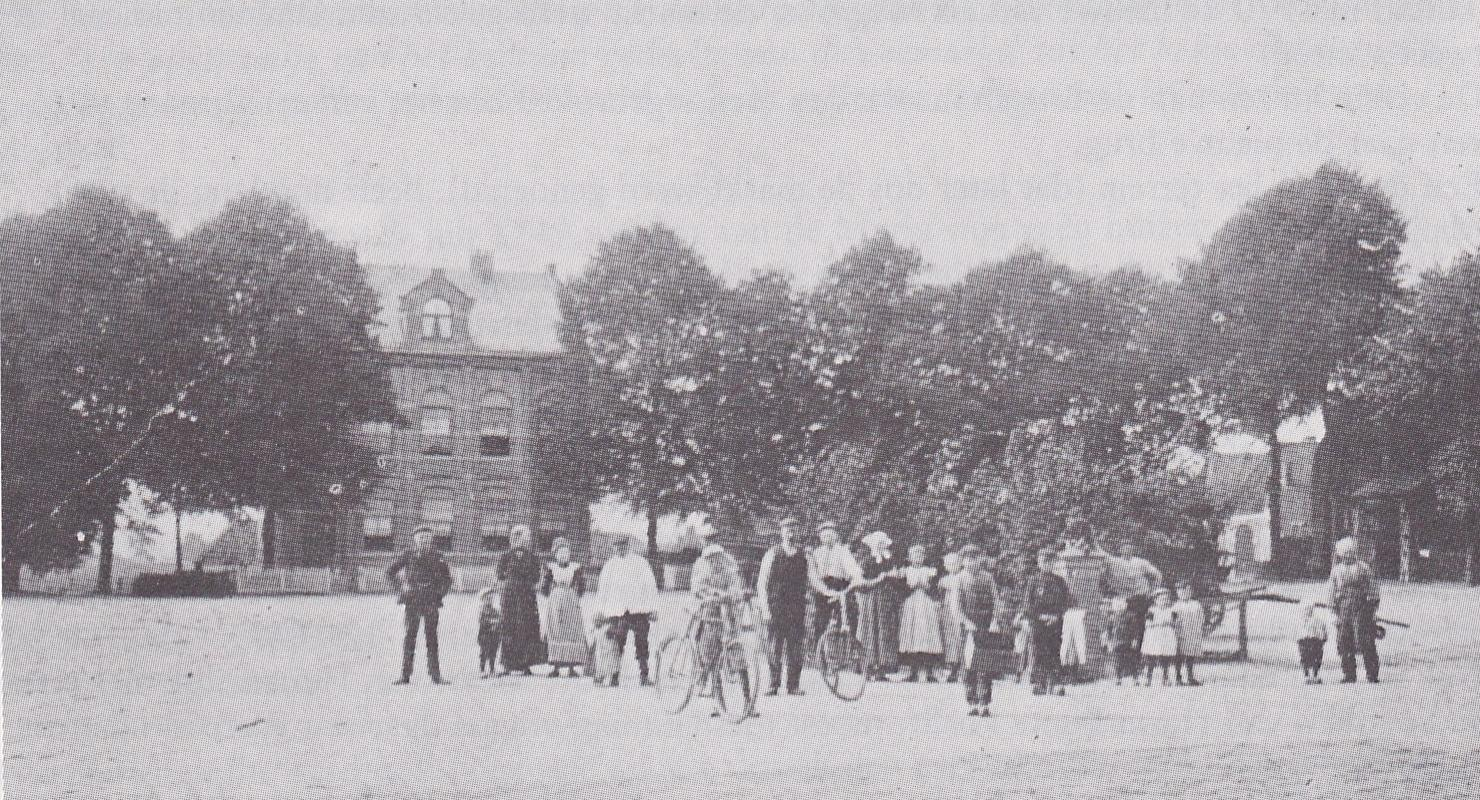
Het verdwenen kantongerecht aan de Markt in 1903

Het kantongerecht Ommen was van 1838 tot 1934 een van de kantongerechten in Nederland. Het gerecht maakte in eerste instantie gebruik van het gemeentehuis, in 1882 kreeg het een eigen gebouw dat in 1970 werd gesloopt. Ommen was een kantongerecht der 3de klasse.

## Het kanton
Het kantongerecht in Ommen was de opvolger van de vrederechter die in 1810 zijn intrede had gedaan. Na de Franse tijd wilde de nieuwe Nederlandse staat een eigen rechterlijke indeling invoeren. Pas in 1828 was de wet hiervoor gereed, die echter vanwege de Belgische Opstand niet werd ingevoerd. Het duurde uiteindelijk tot 1838 voordat het kantongerecht daadwerkelijk een feit werd. Ommen werd daarbij het tweede kanton van het arrondissement Deventer. Het omvatte de gemeenten: Stad Ommen, Ambt Ommen, Den Ham, Gramsbergen, Stad Hardenberg en Ambt Hardenberg.
In 1877 werd het aantal rechtbanken en het aantal kantongerechten fors ingekrompen. In Overijssel verdween de rechtbank Deventer en de kantons Vollenhove. Raalte, Delden, Oldenzaal en Ootmarsum. Voor Ommen wijzigde er maar weinig. Het kanton bleef ongewijzigd, het werd nu ingedeeld bij het arrondissement Zwolle, als het vierde kanton. In 1933, bij de tweede herindeling, werd Ommen opgeheven.

## Het gebouw
Zoals gebruikelijk was maakte het kantongerecht oorspronkelijk gebruik van het gemeentehuis in de zetel van het gerecht, de Stad Ommen. De gemeente zegde echter in 1879 de huur op omdat Ommen de ruimtes zelf nodig had. Ten behoeve van een nieuw te bouwen gerecht stelde Ommen gratis een perceel ter beschikking aan het Rijk. Het gebouw dat hier werd neergezet was ontworpen door J.F. Metzelaar naar het standaardontwerp van A.C. Pierson uit 1860. Het ontwerp werd ook gebruikt voor de kantongerechten in Hilversum, Alphen aan den Rijn, Oud-Beijerland, Apeldoorn, Zuidhorn en Geldermalsen.